# فيليبي نيتو
فيليبي نيتو (بالبرتغالية: Felipe Neto‏) هو ممثل برتغالي وبرازيلي، ولد في 21 يناير 1988 في ريو دي جانيرو في البرازيل.

## وصلات خارجية
- فيليبي نيتو على موقع IMDb (الإنجليزية)
- فيليبي نيتو على موقع قاعدة بيانات الفيلم (الإنجليزية)